# Oecetis empusa
Oecetis empusa is een schietmot uit de familie Leptoceridae. De soort komt voor in het Oriëntaals gebied.